# Copa Hwaebul 2022
La Copa Hwaebul 2022, también puede ser llamado Copa Hwaeppul, traducido literalmente en español como Copa Antorcha, es la décima edición del torneo más importante a nivel de clubes de Corea del Norte y que es organizada por la Asociación de Fútbol de Corea del Norte.
La final se disputó el 28 de agosto, en el Estadio Kim Il-sung, Rimyongsu se coronó campeón derrotando al 4.25 SC, con gol de Jong Il-gwang.

## Equipos participantes.
Doce equipos de fútbol pertenecientes a la primera división participan en la competencia que se lleva a cabo en el Estadio Kim Il Sung.
| Club                 | Ciudad     | Estadio                        | Afiliación                                      |
| -------------------- | ---------- | ------------------------------ | ----------------------------------------------- |
| Amnokgang            | P'yŏngyang | Estadio Yanggakdo              | Ministerio de Seguridad Popular                 |
| 4.25 SC              | P'yŏngyang | Estadio Yanggakdo              | Ejército Popular de Corea                       |
| Hwaebul              | Pochŏn     | Hwaebul Stadium                | Liga de la Juventud Kimilsungista-Kimjongilista |
| Jebi SC              | P'yŏngyang | Estadio P'yŏngyang City        | Fuerza Aérea del Ejército Popular Coreano       |
| Kigwancha            | P'yŏngyang | Estadio Yanggakdo              | Ferrocarriles Estatales de Corea                |
| Kyŏnggong'ŏpsong     | P'yŏngyang | Estadio P'yŏngyang City        | Ministerio de Industria Liguera                 |
| P'yŏngyang           | P'yŏngyang | Estadio Kim Il-sung            | Partido del Trabajo de Corea                    |
| Rimyŏngsu SC         | Sariwŏn    | Estadio Joven de Sariwŏn       | Ministerio de Seguridad Popular                 |
| Ryŏmyŏng SC          | P'yŏngyang | Estadio Kim Il-sung            | Ejército Popular de Corea                       |
| Sobaeksu             | P'yŏngyang | Estadio Yanggakdo              | Ejército Popular de Corea                       |
| Songbong Sports Club | Rasŏn      | Estadio Rajin                  | Guardias Rojos Obreros y Campesinos             |
| Wŏlmido Sport Club   | Kimch'aek  | Estadio Municipal de Kimch'aek | Ministerio de Cultura y Bellas Artes            |

## Fase de grupos

### Grupo A
| Pos. | Equipo                          | PJ | PG | PE | PP | GF | GC | Dif. | GPP | Pts. |
| ---- | ------------------------------- | -- | -- | -- | -- | -- | -- | ---- | --- | ---- |
| 1.   | 4.25 SC                         | 0  | 0  | 0  | 0  | 0  | 0  | 0    | 0   | 0    |
| 2.   | Pyongyang                       | 0  | 0  | 0  | 0  | 0  | 0  | 0    | 0   | 0    |
| 3.   | Rimyŏngsu SC                    | 0  | 0  | 0  | 0  | 0  | 0  | 0    | 0   | 0    |
| 4.   | Amnokgang                       | 0  | 0  | 0  | 0  | 0  | 0  | 0    | 0   | 0    |
| 5.   | Songbong Sports Club            | 0  | 0  | 0  | 0  | 0  | 0  | 0    | 0   | 0    |
| 6.   | Ministerio de Industria Liguera | 0  | 0  | 0  | 0  | 0  | 0  | 0    | 0   | 0    |
|      |                                 |    |    |    |    |    |    |      |     |      |

### Grupo B
| Pos. | Equipo    | PJ | PG | PE | PP | GF | GC | Dif. | GPP | Pts. |
| ---- | --------- | -- | -- | -- | -- | -- | -- | ---- | --- | ---- |
| 1.   | Kigwancha | 0  | 0  | 0  | 0  | 0  | 0  | 0    | 0   | 0    |
| 2.   | Sobaeksu  | 0  | 0  | 0  | 0  | 0  | 0  | 0    | 0   | 0    |
| 3.   | Hwaebul   | 0  | 0  | 0  | 0  | 0  | 0  | 0    | 0   | 0    |
| 4.   | Ryomyong  | 0  | 0  | 0  | 0  | 0  | 0  | 0    | 0   | 0    |
| 5.   | Wolmido   | 0  | 0  | 0  | 0  | 0  | 0  | 0    | 0   | 0    |
| 6.   | Jebi      | 0  | 0  | 0  | 0  | 0  | 0  | 0    | 0   | 0    |
|      |           |    |    |    |    |    |    |      |     |      |

## Final
|  | 4.25 SC | 1:2     | Rimyongsu |  |  |
|  |         | Reporte |           |  |  |